# هارولد يونغ
هارولد يونغ (بالإنجليزية: Harold Young)‏ هو مونتير ومخرج أمريكي، ولد في 13 نوفمبر 1897 في بورتلاند في الولايات المتحدة، وتوفي في 3 مارس 1972 في بيفرلي هيلز في الولايات المتحدة.

## وصلات خارجية
- هارولد يونغ على موقع IMDb (الإنجليزية)
- هارولد يونغ على موقع ألو سيني (الفرنسية)
- هارولد يونغ على موقع أول موفي (الإنجليزية)
- هارولد يونغ على موقع قاعدة بيانات برودواي على الإنترنت (الإنجليزية)
- هارولد يونغ على موقع قاعدة بيانات الأفلام السويدية (السويدية)
- هارولد يونغ على موقع قاعدة بيانات الفيلم (الإنجليزية)
- هارولد يونغ على موقع كينوبويسك (الروسية)